# Абу Табид I
Абу Табид I (ум. 1352) ― шестой правитель Тлемсена из династии Абдальвадидов (1348―1352), правил вместе со своим братом Абу Сайедом Утманом II.

## Биография
После оккупации Тлемсена Маринидами в 1337 году принц Абу Табид поступил, наряду с другими вассальными князьями, в армию султана Абу-ль-Хасана Али, но, когда тот был разбит при Кайруане в 1348 году, оставил армию. Вместе с братом Абу Сайедом Утманом он собрал сторонников династии Абдальвадидов, которые поклялись братьям в верности и двинулись к Тлемсену с армией. Маринидский губернатор города Усман ибн Яхья ибн Джеррар, дальний родственник братьев, объявил себя независимым и не пожелал уступить власть, рассчитывая на поддержку гарнизона. Тем не менее, армия Абдальвадидов разбила передовые отряды Усмана ибн Яхья и подступила к Тлемсену. В городе вспыхнуло восстание, и горожане впустили армию Абдальвадидов 17 сентября 1348 года. Усман ибн Яхья был сначала прощён, но вскоре арестован по подозрению в заговоре и умер через несколько дней в тюрьме.
Абу Сайед Утман II как его старший брат стал верховным правителем, а Абу Табид встал во главе армии и племенного ополчения. Главной его задачей стало укрепление войска и покорение бунтовавших племён, которые сотрудничали с Маринидами. Среди повстанцев был эмир племени Маграва (клан Авлад Мандил) Али ибн Рашид, который в 1348 году захватил города области Милиана - Тенес, Брекча и Шершель - и восстановил эмират Шелифф, которым правили его предки. Али просил Маринидов признать его власть в обмен на поддержку в борьбе с возродившимися Абдальвадидами, но этот шаг стал поводом к атке со стороны войск Абу Табида. Войска Али были разбиты, а он сам покончил с собой (1351). Его младший сын Хамза ибн Али был отправлен в Фес, для воспитания при дворе султана Маринидов.
В 1352 году султан Абу Инан Фарис атаковал Тлемсен. Абу Табид узнал о готовящемся вторжении, когда находился в Теделли (Деллис), и немедленно двинулся с войском к Тлемсену, куда он прибыл 19 мая 1352 года. На военном совете было решено, что Абу Табид выдвинется навстречу врагу в местность Ангад со столицей в Уджде. 7 июня армия Тлемсена покинула город и отправилась встречать войска Маринидов, которые были уже у границы. 14 июня Абу Сайед Утман II также выступил в том же направлении с подкреплением. Эти две группы встретились 15 июня, в пятницу, и расположились лагерем на берегу реки Исли, получив пополнения от племени Бени-Амер. Абу Инан расположился лагерем через реку, во владениях племени Бени-Мезганем. 22 июня Абу Табид начал битву, когда часть вражеской армии была отвлечена и занята другими задачами. После стремительной атаки Абдальвадидов Мариниды дрогнули, но быстро были реорганизованы и начали контратаку. В этот момент ополченцы Бени-Амер покинули армию Абдальвадидов, посчитав победу невозможной. В итоге оставшиеся солдаты Абдальвадидов побежали.
Абу Сайед Утман II попытался скрыться, но был схвачен 25 июня 1352 года и казнён по приказу султана. Абу Табид смог отступить к Тлемсену.
На новом военном совете было принято решение отвести армию в сторону Алжира. По прибытии в Шелифф войска Абу Табида атаковали ополченцы племени Маграва (клан Авлад Мандил) во главе с Али ибн Харуном ибн Табидом, решившим воспользоваться случаем и отомстить Абдальвадидам. Абу Табиду удалось отбить атаку и добраться до Алжира, однако вокруг него теперь находились позиции взбунтовавшихся племён. Арабы племени Тайлеба из Митиджы укрепились в горах Бени Абу Халил, шейх Ванзимер ибн Ариф во главе нескольких повстанческих арабских племён обосновался в крепости Бени-Илиссен в Милиане. Абу Табид двинулся против них, осадил крепость и выступил против Ванзимера.
В этом время Мариниды отправили в регион сильный контингент во главе с визирем Фарисом ибн Маймуном ибн Даудом, который расположился лагерем в Игиль-Туфилине (2 сентября 1352 года). Абу Табид решил сначала пресечь эту опасность. В последовавшей битве Абдальвадиды разгромили врага, но в самом её завершении в тыл Абу Табида ударила конница Ванзимера, что лишило их победы и заставило отступить.
Абу Табид вернулся в Алжир, но теперь у него больше не было большой армии, чтобы противостоять угрозам со стороны врагов, и он покинул город с небольшим контингентом. Ночью его войска атаковали на реке Нисса, недалеко от Деллиса, и они были рассеяны. Абу Табид, в сопровождении только своего визиря Яхья ибн Дауда и двух племянников, Абу Зайяна Мухаммада ибн Юсуфа и Абу Хамму ибн Юсуфа, бежал на равнину Сумм, вблизи города Беджая. Городом управлял Абу Абд Аллах Мухаммад, союзник султана Абу Инана Фариса, по чьей просьбе он немедленно разослал патрули для поимки беглецов. Абу Табид с племянниками был обнаружен и взят в плен в Лебзу, горах южнее Беджаи. Они были заключены в тюрьму, а прибывший в город Ванзимер ибн Ариф передал пленников Абу Инану Фарису, который находился в лагере в Медеа. Султан Маринидов выдал Абу Табида племени Бану Джаррар, которое заявило о праве мести за смерть Усмана ибн Яхья ибн Джаррара. Точная дата казни Абу Табида неизвестна, но, вероятно, она состоялась до конца 1352 года.